# Verdensmesterskabet i fodbold 1978 - finalen
Finalen om verdensmesterskabet i fodbold 1978 var den 11. finale siden turneringens etablering i 1930. Den blev spillet den 25. juni 1978 foran 71.483 tilskuere på Estadio Monumental i den argentinske hovedstad Buenos Aires, og skulle finde vinderen af VM i fodbold 1978. De deltagende hold var hjemmeholdet Argentina og Holland. Det argentinske hold vandt kampen med 3-1, hvilket var hollændernes andet VM-finale nederlag i træk.
Kampen blev ledet af den italienske dommer Sergio Gonella.

## Kampen

### Detaljer
| 25. juni 1978 15:00 UTC−3] |

| Argentina                       | 3 – 1   | Holland        |
| ------------------------------- | ------- | -------------- |
| Kempes 38', 105' · Bertoni 115' | Rapport | 82' Nanninga · |

| Estadio Monumental, Buenos Aires Tilskuere: 71.483 Dommer: Sergio Gonella (Italien) |

| Argentina | Holland |